# Thomas Highgate
Thomas James Highgate (Shoreham, 13 maggio 1895 – Tournan-en-Brie, 8 settembre 1914) è stato un militare britannico, famoso per essere stato il primo soldato inglese della prima guerra mondiale ad aver disertato ed essere stato condannato a morte davanti ad un plotone d'esecuzione.

## Biografia
Nato come unico figlio di un bracciante agricolo a Oxbourne Farm, nel villaggio di Shoreham nel Kent, Highgate era egli stesso un bracciante agricolo prima di arruolarsi come soldato regolare nel 1º Battaglione, Royal West Kent Regiment il 4 febbraio 1913, all'età di 17 anni e 9 mesi. Prima della mobilitazione, il suo battaglione aveva sede nella Richmond Barracks di Dublino e attraversò la Francia il 15 agosto 1914. Il battaglione entrò per la prima volta in azione nella battaglia di Mons, essendo impegnato sia nella battaglia che nella successiva ritirata.

## Crimini, processo e condanna
Nelle prime ore del 6 settembre, mentre il suo battaglione avanzava per prendere parte alla prima battaglia della Marna, Highgate fu catturato in un fienile nella tenuta del barone de Rothschild a Tournan-en-Brie dal guardiacaccia. Secondo quanto riferito, ha informato quest'ultimo: "Ne ho avuto abbastanza, voglio uscirne ed è così che lo farò". Highgate si era cambiato in abiti civili e la sua uniforme abbandonata è stata trovata nelle vicinanze. Highgate fu processato dalla corte marziale (convocata a Chateau Combreaux, vicino a Tournan nel nord della Francia), e condannato a morte per diserzione tramite fucilazione, condanna che venne confermata il 6 settembre 1914. Highgate rimase indifeso e non chiamò testimoni in sua difesa, ma affermò di essere un "disperso" che cercava di ritrovare la strada per ricongiungersi al suo reggimento, essendosi separato dai suoi compagni.
L'esecuzione di Highgate fu frettolosa quasi quanto il suo processo, poiché gli alti ufficiali insistettero affinché fosse giustiziato "Subito, il più pubblicamente possibile". Highgate fu informato del suo destino soltanto alle 6:22 dell'8 settembre alla presenza di un sacerdote della Chiesa d'Inghilterra. Un ufficiale ha quindi ordinato a una festa di sepoltura e a un plotone di esecuzione di prepararsi, e Highgate è stato colpito da un colpo di arma da fuoco alle 7:07 del mattino, assistito da uomini del 1st Dorset Regiment e 1st Cheshire Regiment. La notizia della sua esecuzione fu pubblicata negli Army Routine Orders e distribuita al resto della British Expeditionary Force. 